# مايكل غلوكنر
مايكل غلوكنر (بالألمانية: Michael Glöckner)‏ (و. 1969  م) هو راكب دراجة هوائية ألماني، ولد في إيهنغن، شارك في الألعاب الأولمبية الصيفية 1992.

## روابط خارجية
- مايكل غلوكنر على موقع أرشيف الدراجات (الإنجليزية)
- مايكل غلوكنر على موقع أوليمبيديا (الإنجليزية)